# Кукла в примерочной
«Кукла в примерочной» (англ. The Dressmaker’s Doll) — мистический рассказ английской писательницы Агаты Кристи, созданный в 1957 году во время работы над детективным романом «Испытание невинностью». Высказывались предположения, что в основе рассказа лежат автобиографические мотивы и личные воспоминания «королевы детектива»: детские переживания и страхи (Джанет Морган), или выражение скрытых чувств по отношению к любовнице её второго мужа археолога Макса Маллованна (Джаред Кейд).
Впервые опубликован в 1958 году в британском журнале Woman’s Journal. После этого включался в несколько сборников писательницы («Двойной грех и другие рассказы», «Последние дела мисс Марпл») и различные антологии.

## Сюжет
В ателье для развлечения клиентов на кресле в примерочной находится кукла в натуральную величину, одетая в бархат и шёлк. Однако никто не может вспомнить ни как она появилась, ни когда это произошло. Она пользуется дурной славой, так как у некоторых людей вызывает страх своим осмысленным и зловещим видом, неестественным для куклы взглядом, как будто она задумала что-то недоброе. Кроме того, кукла вызывает ощущение, что она как будто живая, а комнату без неё невозможно представить, словно она её настоящая хозяйка. Работницы стали замечать, что в отсутствие людей она стала менять своё положение в комнате, стали перемещаться вещи. В конце концов различные странные обстоятельства, связанные с куклой, настолько стали действовать на нервы работницам, что одна из портних, Алисия Кумби, не выдержав, вышвырнула её на улицу. После этого, испугавшись произошедшего, она выбежала из дому и увидела, что её подобрала девочка-оборванка. Ужаснувшись, что «злая» кукла может попасть к ребёнку, Алисия пыталась уговорить её отдать обратно, но нищенка категорически не захотела этого делать. Девочка заявила, что куклу выбросили и теперь она её: она не злая, а всего лишь хотела, чтобы её любили, что она и будет делать. После этого новая владелица стремительно скрылась из виду со своим приобретением.

## Создание
Кристи неоднократно обращалась к мистическим темам. Так, связям с потусторонними силами был посвящён уже первый её рассказ — «Дом грёз», написанный зимой 1908—1909 годов и впервые опубликованный в 1926 году. В 1957 году она написала новеллу «Кукла в примерочной» — это произошло в период создания романа «Испытание невинностью», законченного в этом году и опубликованного в ноябре следующего года. Длительно работавшие с Кристи издатели признали этот детектив лучшим за последнее время и были встревожены, когда узнали, что их ведущий автор отвлеклась на написание мистической истории. Её постоянный литературный агент Эдмунд Корк в одном из писем обеспокоенно писал по этому поводу своей коллеге Дороти Олдинг: «Ну что вы об этом думаете? У неё так хорошо шёл новый детективный роман, и вдруг она решила написать этот рассказик».

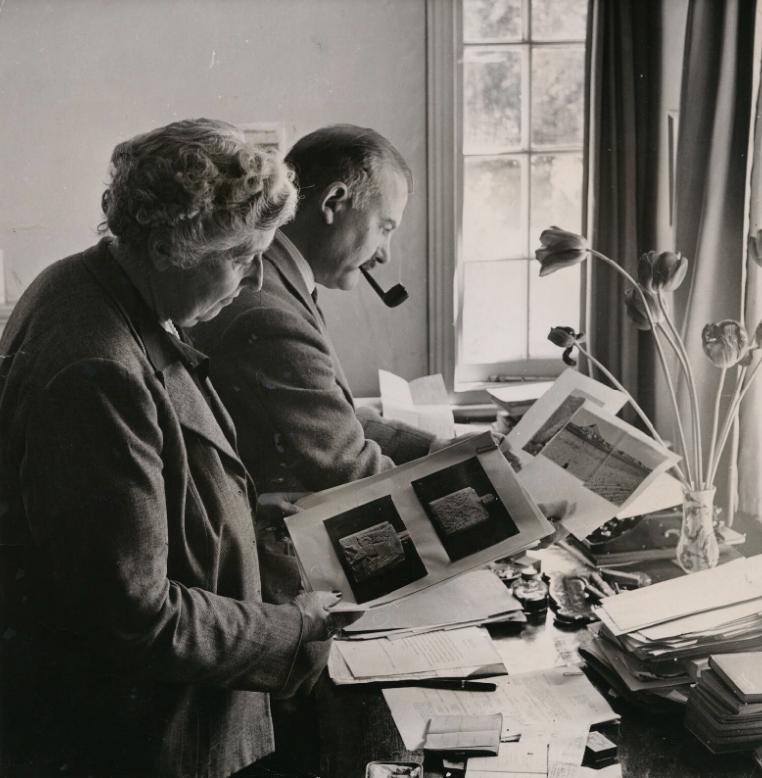
Макс Маллован и Агата Кристи в 1950 году

Джаред Кейд, исследователь исчезновения Агаты Кристи и связанных с этим аспектов, выдвинул предположение, что побудительным мотивом для создания новеллы послужили личные чувства автора по отношению к любовнице её второго мужа археолога Макса Маллованна. Именно этим он объяснил то, что она отложила работу над романом, что в целом было для неё не характерно. По утверждению Кейда, это была Барбара Гастингс Паркер (Barbara Hastings Parker), секретарь и библиотекарь Британской школы археологии в Ираке, которая ранее была его студенткой и участвовала в его раскопках в Нимруде, Телль-Аль-Римме и Телль-Брэке. После смерти Агаты в январе 1976 года, в сентябре следующего года он женился на Барбаре. Кейд усматривал, что «смешанные чувства» Кристи по отношению к «сопернице», нашли выражение в образе куклы. По его словам — это «декадентская поделка двадцатого века, завлекающая в пошивочное ателье». Свою оценку отношений писательницы Кейд охарактеризовал следующим образом: «Несчастное и в то же время опасное создание — таким образом Агата выразила свои двойственные чувства к Барбаре». Официальный биограф писательницы Джанет Морган заметила о характере произведения: «Рассказ до такой степени жуткий, что, возможно, появился из детских снов и страхов самой Агаты, притом что его сюжет — это просто история игрушки, ожившей от страстного желания быть любимой».

## Публикации
Рассказ был впервые опубликован в 1958 году в декабрьском выпуске британского журнала Woman’s Journal. В 1961 году он появился в составе американского сборника «Двойной грех и другие рассказы» (Double Sin and Other Stories), а в 1979 году в британском — «Последние дела мисс Марпл» (Miss Marple’s Final Cases). После этого рассказ включался в новые издания сборников писательницы, а также различные антологии (про кукол, мистические истории и т. д.)

### Комментарии
1. ↑  На русском языке встречается ещё несколько переводов названия: «Кукла», «Кукла модистки», «Кукла в ателье», «Кукла портнихи», «Примерка»[1].